# Miatsyal Hayrenik
Miatsyal Hayrenik (arménien : Միասնական Հայրենիք), également connu sous le nom de Mère patrie unie est un parti politique de la République du Haut-Karabagh. Elle a été fondée le 22 septembre 2019. Samvel Babayan est le fondateur et dirigeant du parti,,,.

## Scores électoraux
| Élection | Votes  | %     | Sièges obtenus | Gouvernement               |
| -------- | ------ | ----- | -------------- | -------------------------- |
| 2020     | 17 365 | 23,65 | 9 / 33         | Soutien sans participation |

## Idéologie
Le parti a soutenu mais Mayilyan pour les élections présidentielles de 2020, puis à la suite de l'élection de Ayaric Harutyunyan, le président du parti lui a donné son soutien, demandant un accord de coopération entre les deux partis qui donnera lieu à l'alliance UCA.